# Epiblastus pullei
Epiblastus pullei är en orkidéart som beskrevs av Johannes Jacobus Smith. Epiblastus pullei ingår i släktet Epiblastus och familjen orkidéer. Inga underarter finns listade i Catalogue of Life.